# St. Ulrich (Wurmsham)

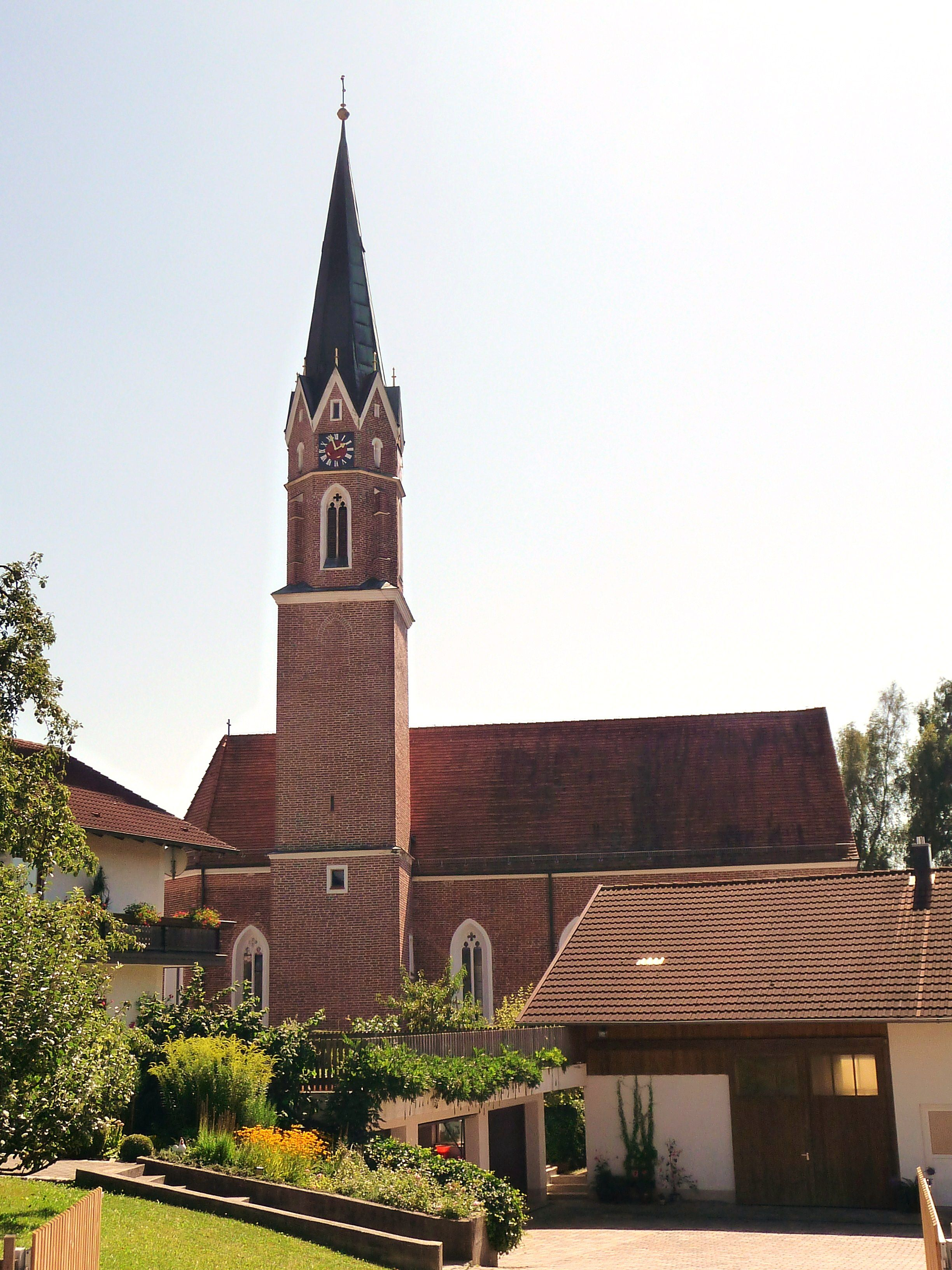
Außenansicht der Filialkirche St. Ulrich von Norden

St. Ulrich ist die römisch-katholische Filialkirche von Wurmsham im niederbayerischen Landkreis Landshut. Sie wurde erstmals 1399 als Ruprechtskapelle zu Wurnshein erwähnt. Spätestens ab 1491 ist das Patrozinium des heiligen Ulrich von Augsburg (Gedenktag: 4. Juli) belegt. Der spätgotische Backsteinbau stammt aus der zweiten Hälfte des 15. Jahrhunderts. Die Sakristei wurde im Jahr 1669 angebaut. Das Kirchenschiff wurde um 1900 um ein Joch nach Westen verlängert.
St. Ulrich in Wurmsham ist eine Filiale der Pfarrei St. Peter und Paul in Seifriedswörth. Diese gehört dem Pfarrverband Velden im Dekanat Geisenhausen des Erzbistums München und Freising an.

## Architektur

Ortsansicht von Wurmsham mit Schloss und Kirche von Michael Wening (1723). Es ist gut zu erkennen, dass St. Ulrich früher einen deutlich kleineren Sattelturm besaß.

### Außenbau
Die einschiffige, nach Osten ausgerichtete Saalkirche umfasst einen nur wenig eingezogenen Chor mit zwei Jochen und Schluss in drei Achteckseiten sowie ein Langhaus mit vier Jochen, wobei das westlichste erst um 1900 angebaut wurde. Der Bau ist größtenteils unverputzt. Die spitzbogigen Fensteröffnungen, die im Zuge der Regotisierung vergrößert wurden, enthalten zweibahnige Maßwerkfenster. Da das ehemalige Südportal im dritten Langhausjoch von Osten vermauert ist, befindet sich heute der einzige Zugang zum Kircheninneren auf der Westseite.
An den Chor ist südlich die Sakristei, nördlich der weitgehend ungegliederte Turm über quadratischem Grundriss angebaut. Während der einmal abgesetzte Turmunterbau aus der Entstehungszeit der Kirche stammt, wurde der achtseitige Oberbau erst um 1900 aufgesetzt. Letzterer enthält den Glockenstuhl und besitzt nach vier Seiten hin jeweils eine spitzbogige Schallöffnungen und ein Ziffernblatt der Turmuhr. Acht Dreiecksgiebel vermitteln den Übergang zu dem achtseitigen Spitzhelm.

### Innenraum
Der Innenraum wird von einem Netzgewölbe mit einfach gekehlten Rippen und runden Schlusssteinen überspannt. Das Gewölbe ruht auf halbrunden Diensten mit Achteckskapitellen, die den Wandpfeilern vorgelegt sind, und Schildbögen mit Rundstabprofil. Der spitze Chorbogen ist an den Kanten abgeschrägt und im Bogen beidseits mit einer Hohlkehle zwischen Fasen profiliert. In der Sakristei befindet sich ein barockes Gewölbe.

## Ausstattung
Der Hochaltar, die beiden Seitenaltäre und die Kanzel sind einheitlich neugotisch und wurden etwa Mitte des 19. Jahrhunderts geschaffen. Die neugotischen Altäre enthalten spätgotische Heiligenfiguren aus der Zeit um 1500. Am Hochaltar befinden sich nahezu lebensgroße Figuren der Heiligen Nikolaus und Benno. Am südlichen Seitenaltar befindet sich eine 3/4-lebensgroße Figur der heiligen Magdalena und eine Statuette des heiligen Georg, am nördlichen Seitenaltar eine 3/4-lebensgroße Figur der heiligen Katharina. In der Kirche befinden sich außerdem einige Epitaphien der früheren Schlossherrn von Wurmsham.

### Orgel
Die Orgel der Wurmshamer Kirche wurde 1906 von dem Münchner Orgelbauer Franz Borgias Maerz geschaffen. Das Kegelladeninstrument mit pneumatischen Spiel- und Registertrakturen umfasst acht Register auf zwei Manualen und Pedal. Es besitzt einen Freipfeifenprospekt und einen freistehenden Spieltisch. 1957 wurde sie von Alois Wölfl aus Unterflossing um ein neuntes Register erweitert. Die ursprüngliche Disposition (vor dem Umbau von 1957) lautete wie folgt:
| I Manual C–f3 |           |    |
| 1.            | Principal | 8′ |
| 2.            | Tibia     | 8′ |
| 3.            | Flöte     | 4′ |
| 4.            | Octav     | 2′ |

| II Manual C–f3 |            |    |
| 5.             | Gedackt    | 8′ |
| 6.             | Salicional | 8′ |
| 7.             | Dulcian    | 4′ |

| Pedal C–d1 |        |     |
| 8.         | Subbaß | 16′ |

- Koppeln: II/I, I/P, II/P, Sub II/I

### Glocken
St. Ulrich besitzt für eine Landkirche ein mit sechs Glocken sehr stattliches Geläut. Die fünf neueren Glocken, Bronzeglocken aus der Gießerei Perner in Passau, ertönen im Westminster-Motiv. Eine sechste, gotische Glocke stammt wohl aus dem Jahr 1449. Sie besitzt die Umschrift † Ano · dni · m · cccc · xlviiii · iar · maria · hilf · p in gotischen Minuskeln.